# Innaarsuit
Innaarsuit (antiguamente Ivnârssuit) es un asentamiento en la municipalidad de Qaasuitsup, Groenlandia. Su población en enero de 2005 es de 154 habitantes. Se localiza aproximadamente en 73°12′N 56°03′O / 73.200, -56.050.
En julio de 2018, un iceberg inusualmente grande apareció frente a sus costas. Algunos residentes fueron evacuados en prevención de que el iceberg se rompiera y provocara una ola que podría inundar el asentamiento.